# Carl Nathanael af Klercker
Carl Nathanael af Klercker, ursprungligen Klerck, född 1 november 1734 i Kågeröds sockens prästgård i Skåne, död 18 april 1817 i Stockholm, var en svensk friherre och general.

## Tidig karriär i flottan
af Klercker, som var son till kyrkoherde Peter Reinhold Klerck och Anna Maria Grund, påbörjade teologistudier vid Lunds universitet 1748 men avbröt dem och började 1751 i armén som frivillig vid fortifikationen. Sedan han 1757 blivit antagen till konduktör och deltagit i pommerska kriget blev han 1759 stabsadjutant hos generallöjtnanten, greve Augustin Ehrensvärd. År 1761 utnämndes han till löjtnant vid arméns flotta och deltog året efter i sjödrabbningarna i Frisches Haff. 1770 blev han kapten och 1775 major vid arméns flotta samt 1779 premiärmajor vid flottans sjöartilleriregemente och överstelöjtnant i armén.
År 1776 blev han biträde i den rekognosceringskår som skulle undersöka Finlands geografi och topografi samt upprätta en säker plan för landets försvar. 1780 förordnades Klerck till ensam ledare av detta stora och viktiga arbete. Han kunde leverera verket 1805, bland annat innehållande ett stort kartverk. År 1780 adlades han och antog namnet af Klercker. Under Gustav III:s ryska krig (1788–90) var han en av kungens mest använda officerare.
Efter nederlaget i Svensksund den 24 augusti 1789 ledde af Klercker flottans reparationer i Lovisa och redan inom en månad var arbetena klara. Han var under vintern 1789/90 chef för Sveaborgs eskader, lät bygga flera nya fartyg, och det var väsentligen hans förtjänst att skärgårdsflottan i maj 1790 var starkare än förut. Under de följande fredsåren var af Klercker kommendant på fästningen Sveaborg 1791–95 och 1797–1801 samtidigt som han ledde rekognosceringskårens arbete (se ovan).

## Finska kriget
Då Finska kriget bröt ut i februari 1808 var af Klercker tjänsteförrättande befälhavare med rangen generallöjtnant i Finland under fältmarskalk Klingspors tjänstledighet. Trots att han då var 73 år gammal genomförde han förberedelserna för försvaret med stort mod och beslutsamhet. Hans plan var att tidigt försvara gränsen mot öster och, om detta inte lyckades, att återsamla hela armén nära Tavastehus för ett avgörande.
Hans planer förkastades dock av Klingspor, när denne övertog befälet den 1 mars, trots ivriga protester från af Klercker. Under de närmaste månaderna tog af Klercker inte verksam del i kriget men när Klingspor i september 1808 fick avsked, blev af Klercker åter arméns befälhavare. Han slöt den 19 november konventionen i Olkijoki med den ryske överbefälhavaren von Buxhoevden. Efter regementsförändringen i Stockholm entledigades af Klercker.

## Utanför aktiv tjänst
År 1809 upphöjdes af Klercker i friherrligt stånd och förordnades samma år som ordförande i krigshovrätten, vilket han var 1810–1812. Han gifte sig 1768 med Lovisa Gustafva Paqualin och var far till bland andra kommendörkapten Carl Ulrik af Klercker. af Klercker avled 1817. af Klerckers ättegren, där friherrlig värdighet tillkom endast huvudmannen, utslocknade i Sverige 1848, men en gren i Finland utslocknade på svärdssidan först 1868. Carl Nathanaels bröder adlades senare och adopterades då på broderns nummer.

### Webbkällor
- Klercker, Carl Nathanael af i Herman Hofberg, Svenskt biografiskt handlexikon (andra upplagan, 1906)
- Klercker, Karl Natanael af i Nordisk familjebok (första upplagan, 1884)
- Klercker, Karl Natanael af i Nordisk familjebok (andra upplagan, 1911)
- Erik Birck: Carl Nathanael Klercker, af i Svenskt biografiskt lexikon (1975–1977) band 21, sida 294